# Halo (optička pojava)
Halo (lat. halo, akuzativ od halos < grč. ἅλως: gumno, okruglo mjesto) je optička pojava u Zemljinoj atmosferi (optika atmosfere) kada se Sunce ili Mjesec naziru kroz tanak sloj oblaka s kristalićima leda. Najpoznatiji je krug oko Sunca ili Mjeseca (potpuni ili njegov dio) promjera 22° (22° halo ili mali halo) koji je na unutarnjoj strani crvenkaste, a na vanjskoj strani plavkaste boje; mnogo rjeđi je halo promjera 46° (46° halo ili veliki halo). 
U istu skupinu optičkih pojava spadaju i: 
- lažna Sunca, parheliji ili pasunca, bjelkaste mrlje na dijelu kruga s obiju strana ili samo s jedne strane Sunca ili Mjeseca, a na istom nagibu kao izvor svjetlosti,
- tangentni lukovi (bjelkaste su boje i dodiruju krug haloa na gornjem vrhu),
- Sunčev stupovi (pojavljuju se iznad Sunca izravno prije njegova izlaska ili nakon zalaska) i drugo,
- cirkumzenitalni luk je optička pojava vrlo slična dugi i to je vrlo blijedi luk okrenut krajevima prema gore (izokrenuta duga),
- cirkumhorizontalni luk može se vidjeti kada visoko na nebu lebde sitni kristalići leda u obliku šesterokutnih pločica,
- parhelijski krug se katkada može zapaziti uz halo u obliku prstena s kutnim polumjerom od 22° (22° halo), ako je oblačni pokrov cirostratusa homogen, koji okružuje nebo paralelno s obzorom (horizontom), a prolazi kroz Sunce i parhelije (lažna Sunca),
- protusunce ili antihelij je rijetka optička pojava koja se nalazi na parhelijskom krugu, na suprotnoj strani od Sunca,
- parantihelij je rijetka optička pojava koja se nalazi na parhelijskom krugu i 60° od protusunca u stranu (ustvari parantihelij se nalazi u vodoravnoj ravnini 120° od položaja Sunca pa ga možemo i nazvati 120° lažno Sunce),
- Parryjev luk je rijetka optička pojava koja se pojavljuje na na gornjoj strani 22° halo, zajedno s gornjim tangencijalnim lukovima (iznad njih),
- supralateralni luk se pojavljuje na na gornjoj strani 22° halo, oko dvostruke duljine kruga, a stvara blijedu traku duginih boja u širokom pojasu iznad Sunca,
- opisani halo se pojavljuje kad je Sunce više od 30° iznad obzora, a kad je Sunce niže od 30° iznad obzora, tangencijalni lukovi se pružaju uvis u obliku slova V.

Sve te pojave nastaju lomom zraka svjetlosti na kristalićima leda pa se pojavljuju djelomično spektralne boje ili nastaju refleksijom (odbijanjem) svjetlosnih zraka na plohama kristalića leda uz pojavu bjeličaste boje ili pak nastaju zajedničkim djelovanjem obaju procesa.

## Objašnjenje
Halo su svjetlosne pojave u obliku prstenova, lukova, svjetlosnih ploha, stupova i točaka, koje nastaju ako se između Sunca i Mjeseca i oka promatrača nalazi tanak sloj oblaka (cirusa ili cirostratusa) koji se sastoje od ledenih kristala. Pojava se najbolje vidi ako gustoća oblaka nije tolika da bi sakrila Sunce. Pojava haloa može nastati i onda kad se svjetlosni izvor nalazi iza oborinskih pruga iz oblaka, koje ne dosežu tlo (takozvane virge), a i u blizini tla kad je magla od ledenih kristala. 
Halo se pojavljuje u različitim oblicima, a može se raspodijeliti u dvije glavne grupe: halo koji se pojavljuje u obliku kruga oko Sunca, iznutra crvenkaste boje, najčešće kutnog promjera 22° (22° halo ili mali halo), a rjeđe 46° (46° halo ili veliki halo), od kojih prvi ima i takozvana lažna Sunca ili parhelije, te halo koji nije obojen (bijel), u obliku vodoravnog kruga ili pak svijetlih stupova. 
Prvu teoriju haloa dao je E. Mariotte i vezana je za prisutnost ledenih kristala u atmosferi. Ledeni se kristali pojavljuju u veoma različitim oblicima, no halo se vidi kod određenih najjednostavnijih oblika kristala, i to kod heksagonalnih pločica, heksagonalnih stupića (prizmice), katkada s heksagonalnom pločicom s obje strane, kod međuoblika kristala, na primjer kratke prizmice s otprilike jednakom visinom i širinom, kod prizmica sa šiljkom i slično. 
U atmosferi različiti ledeni kristali obično zauzimaju određenu srednju orijentaciju tako da bi im otpor zraku u padu bio maksimalan i pri tom se njišu. Ustanovljeno je da pločice padaju tako da im je os c okomita, kratke prizmice orijentiraju se proizvoljno u svim smjerovima, dok duge prizmice padaju tako da im je os c vodoravna. Ledeni kristalići s bridovima većim od 0,5 μm teže da rotiraju u padu. 
U teoriji haloa valja uvažavati orijentaciju glavne osi c kristala. Kad je glavna os c orijentirana vodoravno ili okomito, pojavljuje se strogo orijentirani halo, a kad je ta os orijentirana u svim mogućim smjerovima, tad se halo oblikuje u obliku vodoravnog kruga, kojemu se u središtu nalazi Sunce.
Otklon zrake nakon prolaza u ledenom kristalu jest:
{\displaystyle D=u-1+u'-1'=u+u'-\alpha }
Kao i kod duge, najjaču jakost (intenzitet) svjetla nakon prolaza kroz kristal pojavljuje se kod zraka koje imaju minimalni otklon Dmin što je određeno uvjetom:
{\displaystyle \sin {\frac {D_{min}+\alpha }{2}}=n\cdot \sin {\frac {\alpha }{2}}}
gdje je: α - kut ledene prizmice (ovdje 60° ili 90°), a n - indeks loma za led. 
Za razliku od duge, kod koje na istu kapljicu upadaju zrake svjetlosti pod različitim upadnim kutovima, u kristalnom oblaku potrebno je mnoštvo kristala, koji su prema upadnim zrakama izloženi pod različitim upadnim kutovima, pa samo one zrake Sunca ili Mjeseca koje upadaju pod kutom umin stvaraju svijetlu, najmanje otklonjenu zraku (druge zrake stvaraju samo blijedu opću pozadinu na udaljenosti od Sunca, koje je veće od Dmin). Većina haloa dade se objasniti jednostavnim zakonima loma svjetlosti na prizmama s kutovima 60°, odnosno 90°. Dobivanje različitih oblika haloa ovisi pod kakvim upadnim kutom zahvaćaju zrake svjetlosti pločice ili heksagonalne prizmice, odnosno kakva je orijentacija kristala. 
Halo u obliku kruga oko Sunca, koji ima kutni polumjer 22° (22° halo) i kutnu širinu približno 1,5°, najčešći je od svih haloa (90% slučajeva). Nastaje otklonom na prizmicama s kutom 60° kao svjetlosni prsten, često prljavo crven ili smećkaste boje, katkada bjelkaste boje. Idući prema vanjskom rubu prstena, zapaža se bijeli veo, kojemu jakost (intenzitet) svjetlosti prema vani opada, a nastaje preklapanjem boja. 
Halo u obliku prstena s kutnim polumjerom od 46° (46° halo), često lijepo obojen, obično se vidi samo u dijelovima. Nastaje minimalnim otklonom na dugim i kratkim prizmicama s kutom 90°, koje su proizvoljno orijentirane. Jakost haloa je dosta slaba. 
Uz halo u obliku prstena s kutnim polumjerom od 22°, ako je oblačni pokrov cirostratusa homogen, katkada se može zapaziti takozvani parhelijski krug, koji okružuje nebo paralelno s obzorom (horizontom), a prolazi kroz Sunce i parhelije (lažna Sunca). Nastaje refleksijom na okomitim plohama pločica ili dugih prizmica, ali se rijetko pojavljuje. Na ovom se krugu na suprotnoj strani od Sunca pojavljuje protusunce (antihelij) i 60° od njega u stranu parantiheliji kao bijele svijetle mrlje nastale unutrašnjom refleksijom na kristalićima. 
Uz taj halo nastaju dosta često i gornji i donji tangencijalni lukovi kosim prolazom zraka svjetlosti s obzirom na glavnu ravninu dugih prizmica s kutom 60°, te lažna Sunca ili pasunca, odnosno pamjeseci (parheliji i parselene), također kosim prolazom zraka svjetlosti kroz okomito orijentirane pločice. Pasunce je česta pojava uz halo i najsjajnija je od svih halo oblika s lijepim bojama i bijelim repom prema vani. Kako se Sunce podiže na nebu, pasunca se udaljuju od Sunca, a poklapaju se s haloom kad se Sunce približava obzoru. 
Tangencijalni lukovi oko haloa u obliku prstena s kutnim polumjerom od 46° prilično su česti i jaki (intenzivni), s čistim bojama nalik na dugine boje. Poput cirkumzenitalnog luka, i ova pojava nastaje lomom na prizmicama s kutom 90°, vodoravno orijentiranim (cirkumzenitalnini luk na okomito orijentiranim pločicama). Cirkumzenitalni luk ne nastaje ako je Sunce iznad 32,3° iznad obzora. Okomiti stupovi nastaju u produženju Sunca kao posljedica refleksije na pobočnim plohama dugačkih prizmica ili osnovnim plohama pločica.
| Boja       | Pripadni indeks loma za led n | Pripadni upadni kut umin za kut prizme α = 60° | Pripadni upadni kut umin za kut prizme α = 90° |
| ---------- | ----------------------------- | ---------------------------------------------- | ---------------------------------------------- |
| Ljubičasta | 1,317                         | 22° 22'                                        | 47° 16'                                        |
| Žuta       | 1,310                         | 21° 50'                                        | 45° 44'                                        |
| Crvena     | 1,307                         | 21° 34'                                        | 45° 06'                                        |

### Lažno Sunce
Lažno Sunce ili pasunce u Zemljinoj atmosferi predstavlja optičku pojavu dviju svijetlih mrlja na 22° s obje strane Sunca na istoj visini nad obzorom. Pojava je srodna halou, a nastaje kada Sunce (rjeđe i Mjesec) svijetli kroz rijedak oblak heksagonalnih kristalića leda, koji su orijentirani tako da im je glavna (heksagonalna) os usmjerena okomito.

### Sunčev stup
Sunčev stup ili svjetlosni stup je optička pojava u obliku cijele ili isprekidane svijetle okomite pruge iznad ili ispod Sunca, obično kada se Sunce nalazi nisko nad obzorom, najčešće pri zalasku ili izlasku. Pojava nastaje u višim slojevima atmosfere zbog odbijanja (refleksije) Sunčevih zraka na stupičastim ili prizmičastim heksagonskim ledenim kristalima, kada im je glavna (heksagonska) os usmjerena okomito.

## Slike
- 22° halo oko Mjeseca.
- Lažno Sunce ili pasunce (Hessen, 12. kolovoza 2012.)
- Svjetlosni stup blizu San Francisca.
- Na snimci s Južnog pola mogu se vidjeti: dva lažna Sunca ili pasunca (blještava mjesta sa strane), tangentni luk koji dodiruje krug haloa, 22° halo (krug) i drugo.
- Halo viđen u Portlandu, Oregon, SAD, 28 travnja 2014.
- Vrlo sjajna lažna Sunca ili pasunca u mjesto Fargo, Sjeverna Dakota, SAD. Treba zapaziti da vrhove lažnih Sunca dodiruju gore tangentni lukovi.

## Fotometeori
Fotometeori (grč. fos (φως) - "svjetlo" + grč. metéoros (μετέωρος) = uzdignut u zrak, lebdeći)) je zajednički pojam za široku skupinu svjetlosnih pojava u Zemljinoj atmosferi, koje nastaju refleksijom, lomom, interferencijom i ogibom zraka svjetlosti Sunca ili Mjeseca na kapljicama oblaka ili magle, odnosno kristalića leda oblaka. Obuhvaćaju pojave kao što su duga, halo, miraži, fatamorgana, korona, vijenac, glorija, svjetlosni lukovi, lažna sunca i drugo.

## Vanjske poveznice
|  | Zajednički poslužitelj ima još gradiva o temi Halo (optika atmosfere) |

1. ↑   Les Cowley: "Parry 1820", "Atmospheric Optics",  , 2015.